# Iški Kanal
Iški Kanal är ett sund i Kroatien. Det ligger i den södra delen av landet, 210 km söder om huvudstaden Zagreb.